# PLUM法

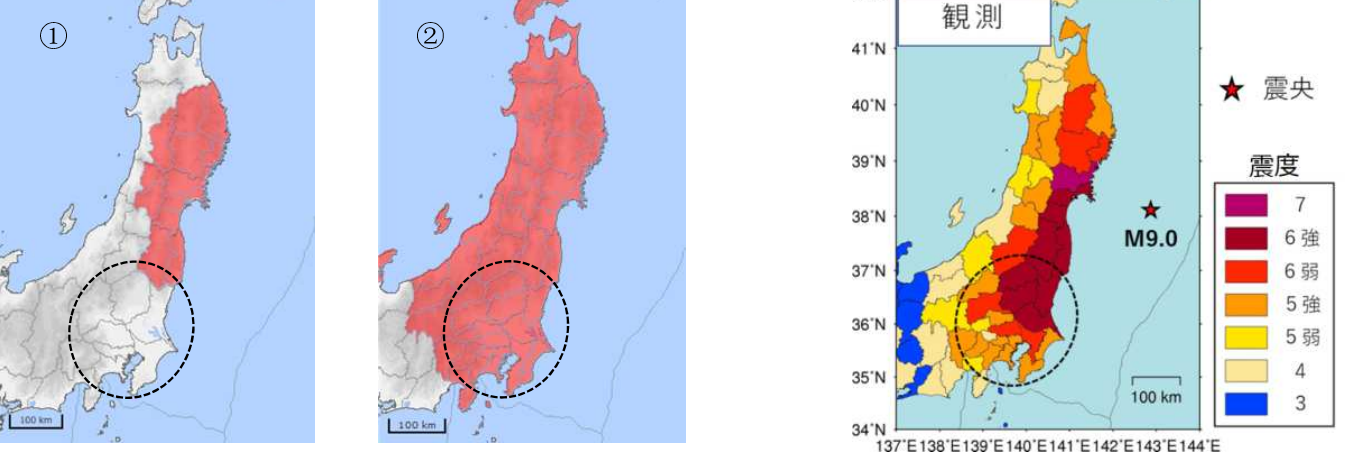
PLUM法による改善事例。東北地方太平洋沖地震の時のもの。①は当時警報を発表した領域で、②はPLUM法を導入した後の警報発表領域のシミュレーションである。一番右は実際に観測した震度である。図中黒円内を見るとわかるように、従来の手法は震源域の広がりに対応できなかったことから、関東地方の強い揺れが予測できなかった。それに対してPLUM法は、揺れの広がりそのものから揺れを予想するため、震源から離れた関東地方の強い揺れも予想できるように改善されている。

PLUM法（プラムほう、波面伝播非減衰震度）は、2011年の東北地方太平洋沖地震（東日本大震災）を教訓とし、気象庁が緊急地震速報の予想精度を上げるために導入した新しい予想手法である。「PLUM」は、「Propagation of Local Undamped Motion」の略で、巨大地震が発生した際でも、震度を精度良く求められるという特徴を持つ。

## 背景
2011年3月11日に三陸沖で発生したM9.0の東北地方太平洋沖地震では、東北地方と関東地方を中心に広範囲で激しい揺れを観測し、各地で甚大な被害が生じた。しかし、本震発生時に気象庁が発表した緊急地震速報では、震源から遠く離れた関東地方に関しては、震度5〜6の強い揺れとなったにもかかわらず（緊急地震速報の）対象地域にはなっていなかった。
このため、従来の手法ではこうした巨大地震の強い揺れを精度良く予測することが出来ないという問題点が露呈した。このため、緊急地震速報の予想精度を上げることが課題となり、PLUM法の開発が進められて2018年から運用が開始された。

## 方法
PLUM法は、震源や規模の推定はせずに、地震計によって観測された揺れの強さから、震度を直接予想する。この手法は、「予想地点の付近の地震計で強い揺れが観測されたら、その予想地点でも同じように強く揺れる」という考えに従っており、予想してから実際に揺れるまでの時間的な猶予は短いが、東北地方太平洋沖地震のように、広大な震源域を持つ超巨大地震であっても、震度を精度良く予想することが可能である。このPLUM法による技術的改善を説明すると、以下のようになる。
従来の手法（IPF法）
従来の手法は、2016年から運用されているIPF法により精度が向上している。P波を検出したら、震源を推定しその震源を基にマグニチュードを算出する。そして全域の震度を予測する。IPF法は、従来の手法を高度化したもので、複数の地震が同時発生した場合でも、従来より適切に地震を分離し、警報の過大な発表を回避できる。また従来の手法と同様に、震源の位置やマグニチュードを推定して震度を予測する。
PLUM法
巨大地震にも対応可能なPLUM法は、従来の手法から根本的に変わった手法である。地震動の大きさを即時に算出した「リアルタイム震度」の観測値により、周辺の観測値から震度を予測するが、震源は予測しない。その為、当初からPLUM法で発表される緊急地震速報における震源要素は深さ10km、マグニチュード1.0となっており、従来の方法と見分けることが出来る。

## 2018年以降
PLUM法導入以降、気象庁の緊急地震速報では、従来の手法とPLUM法の両手法での予想震度を比較（両手法をハイブリッド）して、どちらか大きい方の予想を基に発表する。この手法を「ハイブリッド法」と呼ぶ。これらの2手法を組み合わせて発表される緊急地震速報は、大手携帯電話会社を経由して携帯電話宛の緊急速報メール/エリアメールに配信される。この手法は2018年3月22日から運用されている。
- 2018年4月9日1時32分頃に発生した島根県西部地震の際、PLUM法が導入されてから初となる緊急地震速報の警報が発令された[7]。
- 2018年9月6日3時7分頃に発生した北海道胆振東部地震では、PLUM法による警報・更新の警報が発表された[8][9][10]。
- 2021年2月13日23時7分頃に発生した福島県沖地震では、首都圏・東北・北陸にもPLUM法による更新の警報が発表された[11][12][13]。
- 2022年3月16日23時36分頃に発生した福島県沖地震では、23時34分頃に発生した前震が収まらないうちに発生したため、当初からPLUM法による警報が発表され、揺れの拡がりと共に随時東北・関東・新潟県に更新の警報が発表された[14]。
- 2023年5月5日21時58分頃に発生した奥能登地震（余震）では、従来方式に加えて（直前に小さな地震を検知したことから）PLUM法による二つの警報が発表された[15][16]。